# لنی کی
لنی کی (انگلیسی: Lenny Kaye؛ زادهٔ ۲۷ دسامبر ۱۹۴۶) یک موسیقی‌دان اهل ایالات متحده آمریکا است. وی از سال ۱۹۶۴ میلادی تاکنون مشغول فعالیت بوده‌است.